# Ceraphron whittakeri
Ceraphron whittakeri är en stekelart som först beskrevs av Fouts 1927.  Ceraphron whittakeri ingår i släktet Ceraphron och familjen pysslingsteklar. Inga underarter finns listade i Catalogue of Life.